# 朱安㳚
博平恭裕王朱安㳚（1475年3月4日—1525年7月6日），號思誠子、述古道人，明朝周藩第一代博平王，周惠王朱同䥝的庶第十三子，生母夫人蘇氏。

## 生平
成化十一年正月廿七日（1475年3月4日）出生。初封鎮國將軍。弘治二年（1489年）九月，進封博平王。弘治三年（1490年）十一月，獲得歲祿一千石，米、鈔各支一半。
朱安㳚撰写了《贻后录》、《养正录》等典籍。勤于管理家产，田园僮奴车马齐备。凡有宾客登门皆盛情接待。是故，时人称其为贤德之王。
嘉靖四年六月十六日（1525年7月6日），朱安㳚去世，享年五十一歲，朝廷赐諡號恭裕。兩年後，庶第三子鎮國將軍朱睦柯襲爵。

## 家庭

### 妻
- 王妃邓氏，东城兵马副指挥邓钺长女，正德三年（1508年）三月冊封為博平王妃。[6]

### 妾
- 戴氏，生朱睦柯。
- 張氏，生朱睦櫎。
- 劉氏，生二子。

### 子
- 庶第三子：鎮國將軍→博平溫簡王朱睦柯，王妃都氏[5][7]
- 庶子：鎮國將軍朱睦櫎

### 女
- 庶長女：金縣縣主，儀賓盛時升
- 庶第二女：涇陽縣主，儀賓楊汝舟
- 庶第三女：單縣縣主，儀賓王恪
- 庶第四女：上蔡縣主

## 墓誌
嘉靖五年七月十七日（1526年8月24日），朱安㳚葬於開封城東之邊村。墓誌為李夢陽撰寫，收於《空同集》中。

博平恭裕王墓誌銘 

博平恭裕王者，周惠王第十三子也。諱安㳚，自稱思誠子，又號述古道人。母曰蘇夫人。以成化十一年正月廿七日生，嘉靖四年六月十六日薨，年五十一歲。訃于朝，輟鐘鼓一日，遣行人楊東祭而營其葬事。竣，乃復又勑議謚，令書之旌頒焉，導之葬，咸典也。王卒之明年，是為丙戌，乃塟王汴城東之邊村，其月七月、其日十七日也。王長男封鎮國者，賢而孝，豫窽其父墓，堊石堅，於是為封為樹為饗堂，喪戚而易，禮敬而文，君子謂恭裕有後矣。初，惠王生男子二十餘，汴老曰：“氣分則漓，即其壽德其索乎？”會世子暴殂，而平樂、義寧諸王訐獲罪，人益以德難。獨恭裕讀書親友，忘勢嗜善，修補東書堂集帖，校誠齋錄，輯貽後錄、養正錄，著錦囊詩，對諸書，教授蕭雅、張鳯等輔之也。例，初封郡王米二千石。及恭裕為王，裁如襲封，止千石。恭裕則勤心治生，起宮室，置田園，備車馬，盛賓客，饒童樸，褒然為諸王首。而臺省之官、縉紳之夫、湖海之客，鮮有不造其門者，次第名德必首曰博平、博平云。王有四男子。妃鄧氏，兵馬鉞女，無出。宮人戴氏，生長鎮國曰睦柯。娶都夫人張氏，生次鎮國曰睦櫎。娶劉夫人，又二子，未名封。而生女子十二：長曰金縣縣主，儀賓盛時升；次曰涇陽縣主，儀賓楊汝舟；次曰單縣縣主，儀賓王恪；次曰上蔡縣主，未婚；餘者幼。銘曰：

用物精多，爽之神明。王七世祖，配天作京。大邦奠中，建侯於周。定憲簡靜，懿惠承休。弘本茂支，積厚發光。年嗇德豐，厥後之昌。龍旂葆羽，驚虬驂凰。馮風御氣，英靈輝煌。